# La Celle-sur-Nièvre
La Celle-sur-Nièvre este o comună în departamentul Nièvre din centrul Franței. În 2009 avea o populație de 169 de locuitori.

## Evoluția populației
| An        | 1975 | 1982 | 1990 | 1999 | 2006 | 2009 |
| --------- | ---- | ---- | ---- | ---- | ---- | ---- |
| Populație | 212  | 212  | 173  | 168  | 167  | 169  |